# لوكاس بيريس
لوكاس بيريس (بالبرتغالية: Lucas Pires Silva‏) هو لاعب كرة قدم برازيلي في مركز ظهير، ولد في 24 مارس 2001 في ساو باولو في البرازيل. لعب مع نادي سانتوس.

## وصلات خارجية
- لوكاس بيريس على موقع قاعدة بيانات كرة القدم.إي يو (الإنجليزية)
- لوكاس بيريس على موقع Soccerway.com (الإنجليزية)